# Beuron
Beuron este o comună din landul Baden-Württemberg, Germania.

## Monumente
- Mănăstirea Beuron

## Școala de pictură
În a doua jumătate a secolului al XIX-lea călugării-artiști de la Beuron au creat Școala de la Beuron.